# Open Asset Import Library
Open Asset Import Library (Assimp) — кроссплатформенная библиотека импорта 3D-моделей, обеспечивающая общий интерфейс программирования приложений (API) для различных форматов. Написана на C++, предоставляет интерфейс на языках C и C++. Реализации для других языков (например, BlitzMax, C#, Python), как правило, разрабатываются как часть проекта.
Данные импортируются в виде простой иерархической структуры данных. Настраиваемые эффекты пост-обработки (например, генерация касательного пространства, различные оптимизации) расширяют список возможностей.
«Assimp» в настоящее время поддерживает 57 формат для импортирования, включая форматы COLLADA (.dae), 3DS, DirectX (.x), Wavefront OBJ и Blender 3D (.blend). Версия 3.0 также обеспечивает экспорт некоторых форматов файлов.

## Внешние ссылки
- Официальный веб-сайт Архивная копия от 2 ноября 2018 на Wayback Machine (англ.)
- Страница проекта на SourceForge Архивная копия от 7 февраля 2013 на Wayback Machine (англ.)